# Tahodio
Tahodio, o Valle Tahodio, es una entidad de población perteneciente al municipio de Santa Cruz de Tenerife, en la isla de Tenerife —Canarias, España—. Administrativamente se encuadra en el distrito de Anaga.

## Toponimia
Su nombre es de procedencia guanche, significando según algunos autores 'borboteo'.

## Características
Se localiza a lo largo del cauce del barranco del mismo nombre, en la vertiente sur del macizo de Anaga, a unos 3,7 kilómetros del casco urbano de Santa Cruz, y a una altitud media de 167 m s. n. m.
La altitud máxima de la localidad se ubica en la elevación conocida como Cabezo de la Cruz del Carmen, a 986 m s. n. m.
Abarca una superficie total de 11,15 km², gran parte de la cual se compone de una extensa zona rural y natural, como sucede con el resto de barrios del distrito de Anaga.
Se trata de un caserío de viviendas dispersas que se puede dividir en los pequeños núcleos diferenciados de: Tahodio, Puente de Hierro —Alto y Bajo—, Cueva Prieta, Valle Luis, Casas de la Charca y Valle Vega.
En cuanto a su paisaje destacan el Monte de Aguirre en la parte superior del valle, declarado Monte de Utilidad Pública y zona de acceso controlado al tratarse de un antiguo bosque de laurisilva de condiciones singulares, y la conocida como Charca de Tahodio, una antigua presa que abastecía de agua a la ciudad de Santa Cruz.

## Demografía
| Año        | 2000 | 2001 | 2002 | 2003 | 2004 | 2005 | 2006 | 2007 | 2008 | 2009 | 2010 | 2011 | 2012 | 2013 | 2014 | 2015 | 2016 |
| ---------- | ---- | ---- | ---- | ---- | ---- | ---- | ---- | ---- | ---- | ---- | ---- | ---- | ---- | ---- | ---- | ---- | ---- |
| Habitantes | 100  | 98   | 108  | 103  | 103  | 103  | 101  | 107  | 103  | 105  | 110  | 101  | 97   | 99   | 97   | 92   | 93   |

## Historia
El valle de Tahodio se encuentra poblado desde época guanche, tal y como demuestran los yacimientos arqueológicos encontrados en sus cuevas y laderas. Este territorio pertenecía al menceyato de Anaga.
Tras la conquista de la isla en 1496 por los castellanos, las tierras y bienes naturales del valle pasaron a ser repartidos entre los conquistadores y colonos, siendo poblado a comienzos del siglo xvi.
En agosto de 1914 se comienza a construir la Charca o Presa de Tahodio con el fin de suministrar agua a las fincas existentes en el entorno de la capital. Esta, una de las obras hidráulicas más importantes de la isla, se concluiría en 1926.
En 1994 prácticamente la totalidad de Tahodio pasa a estar incluido en el espacio protegido del Parque Rural de Anaga.
Durante las intensas lluvias acaecidas en Santa Cruz el 1 de febrero de 2010, y que afectaron sobremanera a varias poblaciones de Anaga, Tahodio fue uno de los lugares más afectados, produciéndose numerosos desperfectos.

## Economía
La mayor parte de los habitantes de Tahodio trabaja en el sector servicios fuera del barrio, persistiendo asimismo en el propio núcleo algo de agricultura de papas y cítricos, y unas pocas explotaciones de ganado porcino, caprino y vacuno.

## Comunicaciones
Se accede al barrio a través de la avenida de José Martí y de la carretera de Tahodio.

### Caminos
Tahodio cuenta con algunos caminos para la práctica del excursionismo, que conducen desde el barrio hasta el mirador de Pico del Inglés y a los núcleos de Valleseco o Catalanes.

## Galería

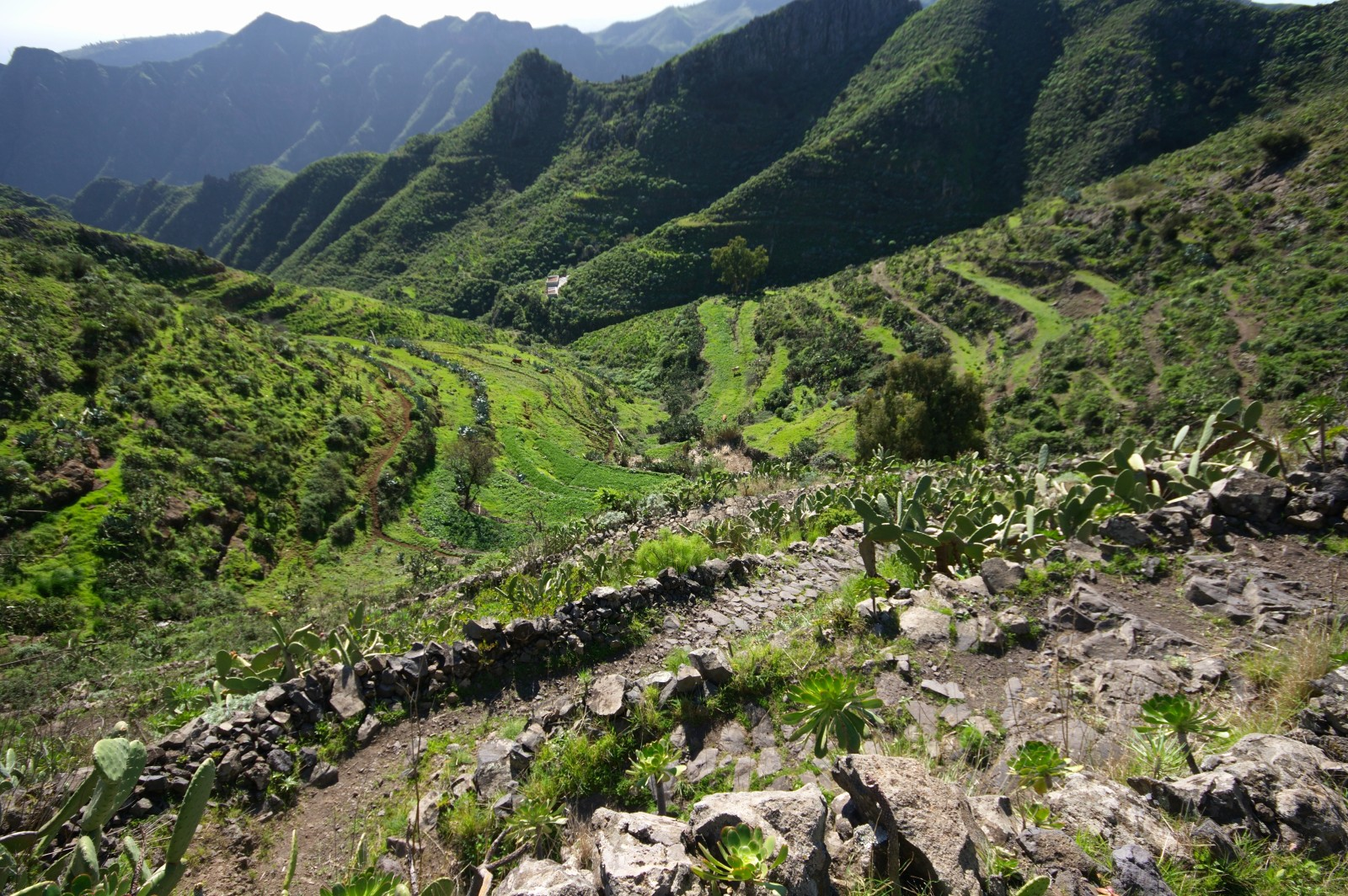
Valle Luis.
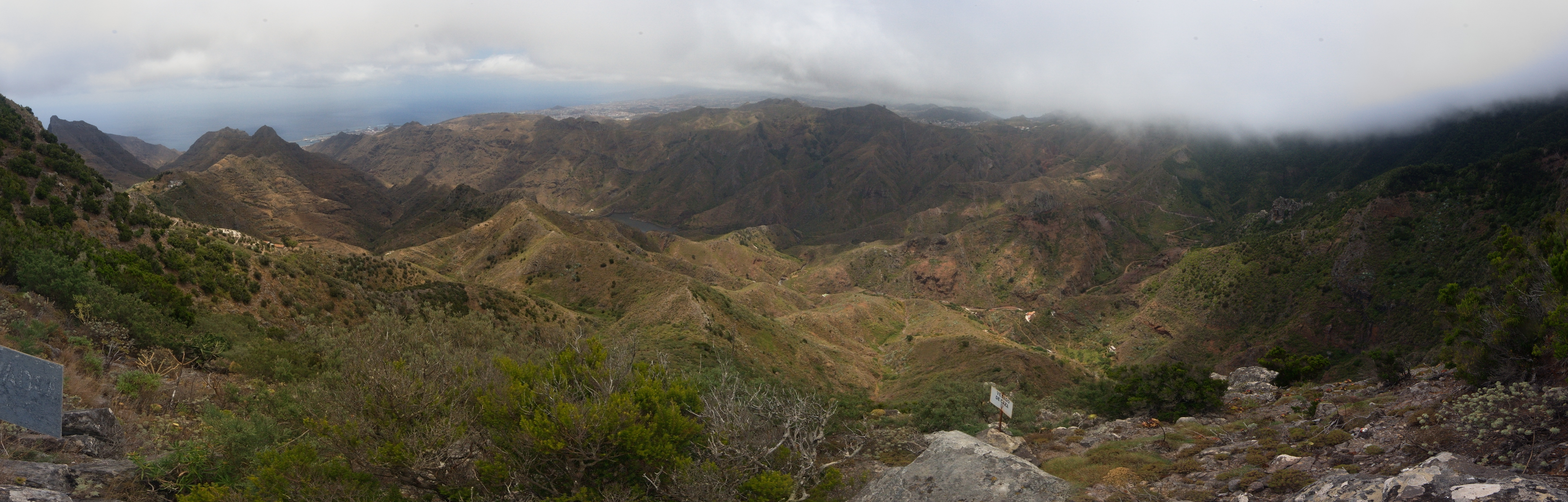
Valle Luis y Valle Tahodio.
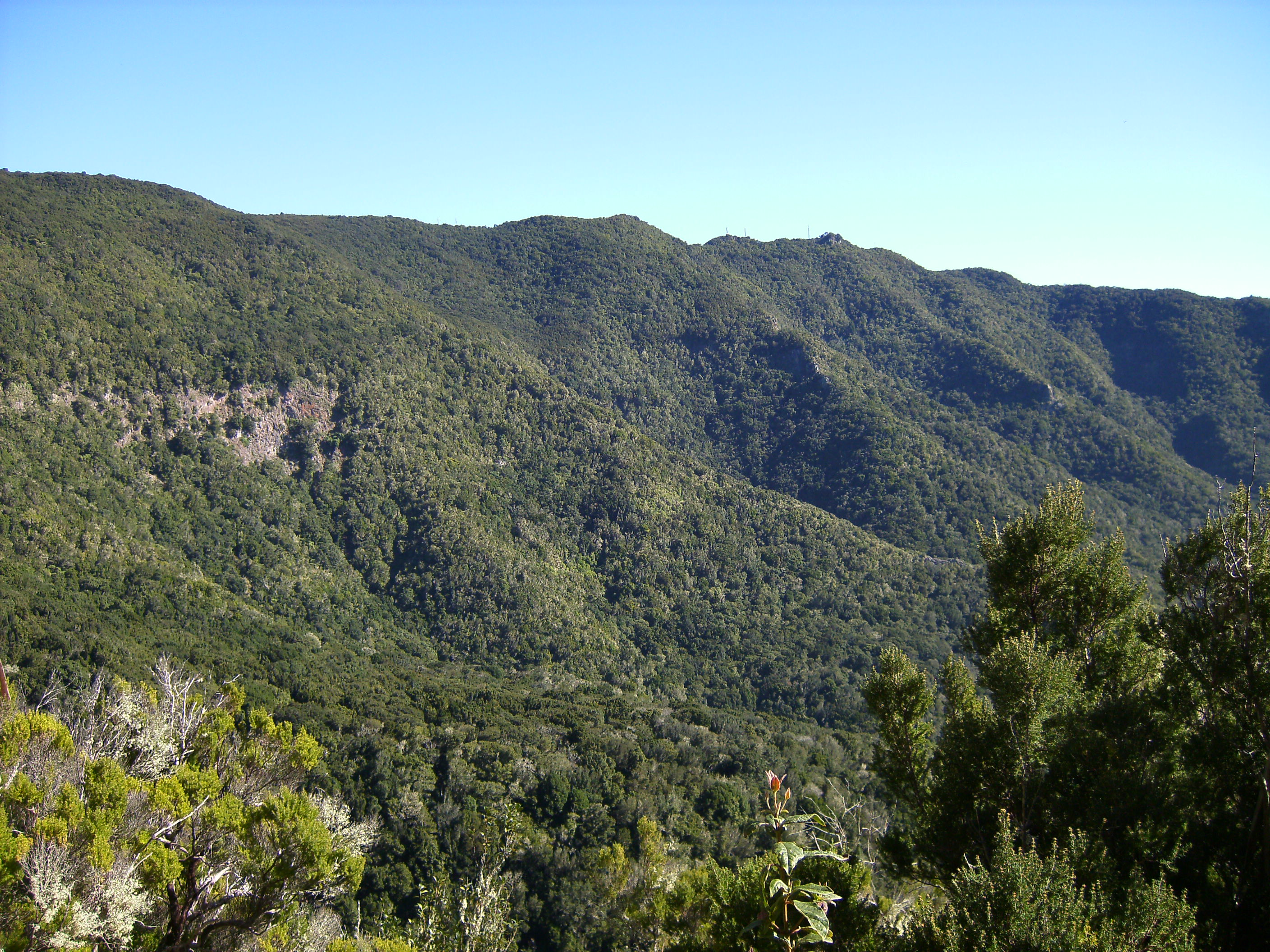
Monte de Aguirre.
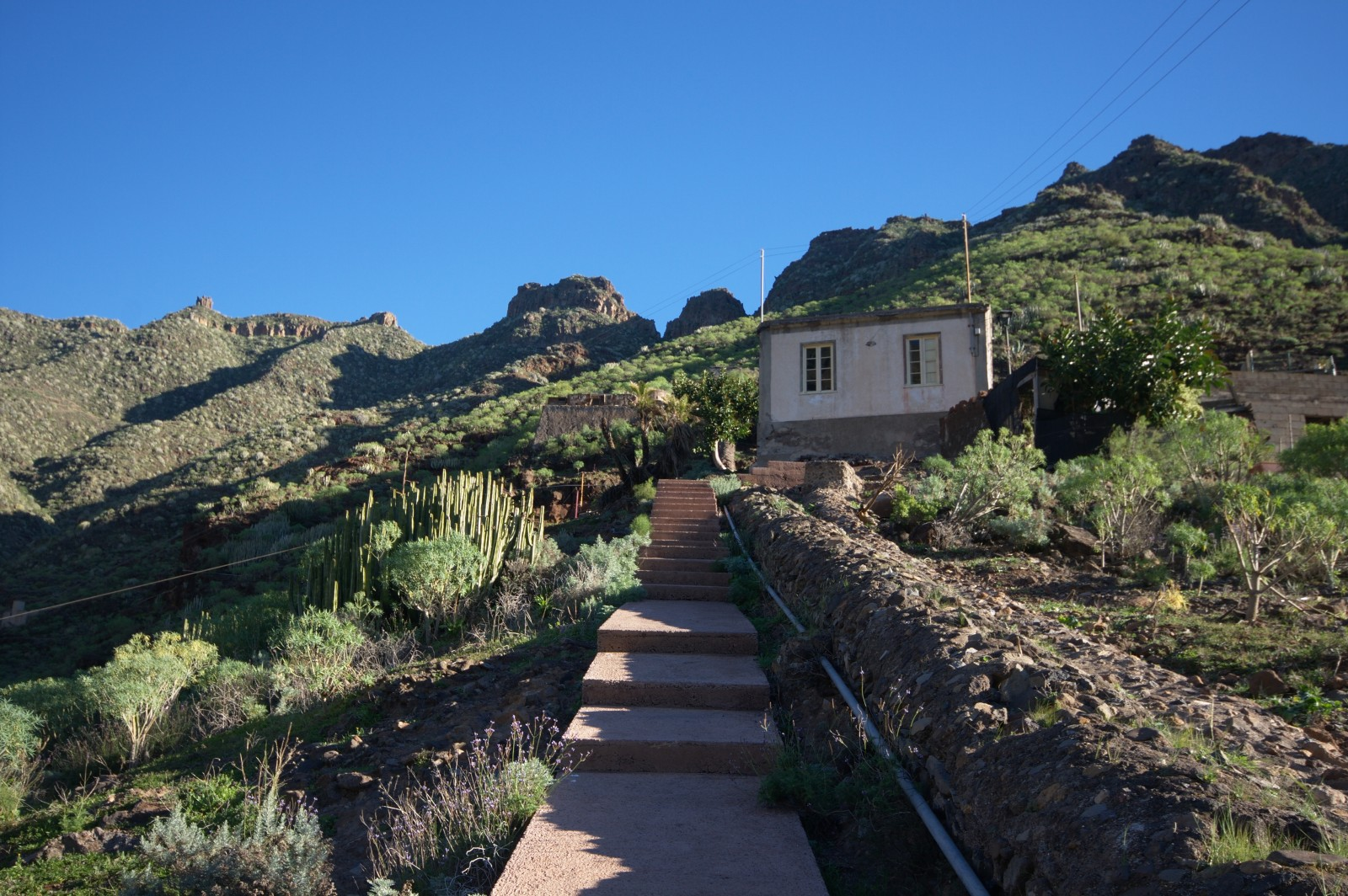
Paraje en Tahodio.